# モリン
モリン（morin）、はフラボノールに分類される有機化合物の一つ。黄色物質であり、アメリカハリグワ (Maclura pomifera)、Maclura tinctoria、グアバの葉から単離される。
モリンは、溶液中のアルミニウムあるいはスズと錯体を形成し特徴的な蛍光を示すため、これらの分析試薬として使用される。

## 配糖体
- モリン-3-O-アラビノシド[1]
- モリン-3-O-リキソシド[1]